# Recoil

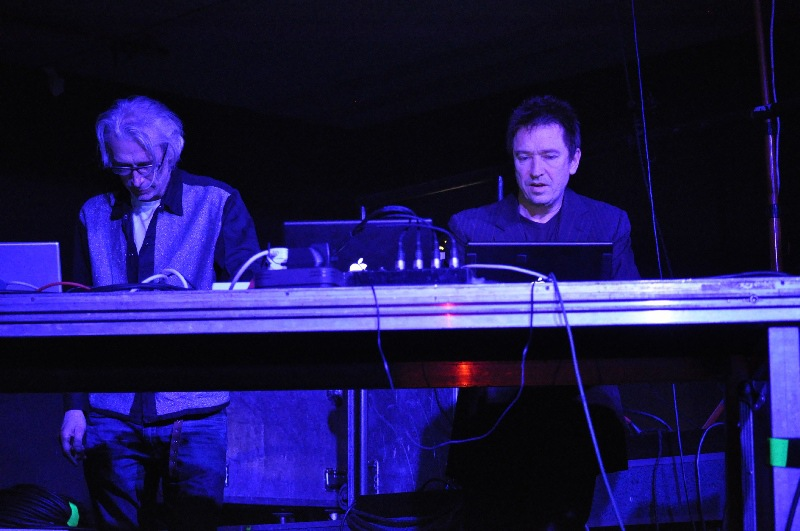
Le groupe en 2010 à Diesel.

Recoil est un projet musical anglais créé en 1986 par Alan Wilder, ancien membre du groupe Depeche Mode.

## Histoire
D'abord créé parallèlement au travail d'Alan Wilder au sein de Depeche Mode, le projet Recoil naît en 1986 sous la forme d’un EP contenant deux morceaux instrumentaux. Intitulées 1 + 2, ces démos attirent l'attention de Daniel Miller, responsable de la maison de disques Mute Records, et sortent discrètement en vinyle. Wilder décrit à l'époque ce projet comme « un antidote à Depeche Mode, une manière d'évacuer les frustrations d'avoir toujours à travailler dans un format pop »[réf. nécessaire]. Un deuxième EP essentiellement instrumental, Hydrology, paraît en 1988.
Après avoir produit Ebbhead (Nitzer Ebb), Alan Wilder travaille à un premier album, Bloodline qui sort en 1992. L'album mélange de manière inédite synthpop, ambient, rock et electronic body music. Différents chanteurs participent à l'enregistrement cette fois, parmi lesquels Toni Halliday, du groupe Curve. Moby apporte également sa contribution sur le titre Curse, le temps d'un rap dont la partie instrumentale est influencée par le courant EBM. Un single est tiré de l'album : Faith Healer (reprise d'une chanson d'Alex Harvey). Electro Blues for Bukka White contient des échantillons de voix à titre posthume du bluesman Bukka White.
En 1992, Alan Wilder reprend ses fonctions au sein de Depeche Mode pour l'enregistrement de l'album Songs of Faith and Devotion, mais épuisé par la tournée qui s'ensuit et l'ambiance délétère qui règne alors au sein du groupe, il quitte la formation en juin 1995 après 14 ans de collaboration.
Wilder se consacre alors entièrement à Recoil. En septembre 1996, il commence à travailler dans son propre studio à la composition de Unsound Methods. De nouveaux styles musicaux apparaissent, comme le trip hop ou le gospel, et l'obsession est traitée sous tous ses aspects, particulièrement à travers trois thèmes : la sexualité (Luscious Apparatus), la religion (Red River Cargo) et la mort (Incubus).  Déjà présent sur Bloodline, Douglas Mc Carthy, chanteur du groupe Nitzer Ebb, assure la partie vocale de deux nouveaux morceaux, dont l'un, Stalker, sortira en single. L'album se fait remarquer par une partie de la presse française (Magic, revue pop moderne).
Au printemps 2000, Recoil sort Liquid, auquel participent Diamanda Galás et les slammeuses Nicole Blackman et Samantha Coerbell. Les thèmes abordés dans l'album précédent restent prégnants, et la sexualité est omniprésente (Breath Control, Chrome). Sur le single Jezebel - contant l'histoire biblique de la reine Jézabel - Alan Wilder utilise la partie vocale du morceau éponyme chanté par le Golden Gate Quartet, titre initialement enregistré en 1948. Cet album reçoit un des Grand Prix de l'Académie Charles-Cros. 
Pour SubHuman (2007), Wilder s'adjoint les services de Joe Richardson, bluesman qui s'accompagne à la guitare et à l'harmonica, et de la chanteuse Carla Trevaskis. L'ambiance est toujours aussi cinématographique (5000 years) et le thème de la guerre renouvelle le propos. 
En 2010, Wilder et sa bande entreprennent une tournée mondiale qui passe par Budapest, Montréal et Santiago. La même année sort Selected, compilation de morceaux extraits des quatre albums précédents. Une version limitée comporte un deuxième disque compilant divers remixes, la plupart effectués par Alan Wilder lui-même.
Le 17 février 2010, Alan joue brièvement avec Depeche Mode sur scène au Royal Albert Hall pour une chanson, accompagnant Martin Gore pour une interprétation de la chanson Somebody. Cela faisait 15 ans qu'Alan Wilder n'était pas monté sur scène avec ses anciens camarades. Le groupe jouait pour un spectacle de charité, au profit du "Teenage Cancer Trust". Il déclare : « Dave m'a contacté il y a quelques semaines et m'a demandé si j'étais prêt à les rejoindre sur scène. Il m'a assuré que les autres étaient d'accord. J'étais très heureux d'accepter, en particulier car tout cela se faisait dans de bonnes conditions et nous envisagions depuis longtemps une réunion de ce genre. C'était génial de revoir tout le monde et de revenir un peu en arrière, et c'était aussi la première fois que je voyais Depeche Mode en tant que spectateur ! »

## Discographie

### Albums
- 1 + 2 (août 1986 / Stumm 31)
- Hydrology (janvier 1988 / Stumm 51)
- Bloodline (avril 1992 / Stumm 94)
- Unsound Methods (octobre 1997 / Stumm 159)
- Liquid (mars 2000 / Stumm 173)
- subHuman (juillet 2007 / Stumm 279)
- Selected (Compilation) (avril 2010 / Mutel 17)

Pour l'édition CD de 1+2 et Hydrology ces deux albums sont regroupés sur un seul support.

### Singles
- Faith Healer (mars 1992 / Mute 110)
- Drifting (octobre 1997 / Mute 209)
- Stalker / Missing Piece (mars 1998 / Mute 214)
- Strange Hours (avril 2000 / Mute 232)
- Jezebel (septembre 2000 / Mute 233)
- Prey (juin 2007 / Mute 372)